# Violeta de Outono (álbum)
Violeta de Outono é um disco da banda brasileira psicodélica/rock progressivo Violeta de Outono. O disco foi lançado em 7 de julho de 1987 pela gravadora RCA Records. Em 2007, este disco foi relançado pela gravadora Voiceprint Records.

## Faixas
1. "Outono" (Angelo Pastorello, Cláudio Souza, Fábio Golfetti) — 3:33
2. "Declínio de Maio" (Fábio Golfetti) — 5:02
3. "Faces" (Fábio Golfetti) — 3:41
4. "Luz" (Fábio Golfetti) — 4:16
5. "Retorno" (Fábio Golfetti) — 3:52
6. "Dia Eterno" (Fábio Golfetti) — 3:37
7. "Noturno Deserto" (Fábio Golfetti) — 4:39
8. "Sombras Flutuantes" (Fábio Golfetti) — 6:28
9. "Tomorrow Never Knows" (John Lennon e Paul McCartney) — 3:58

## Integrantes e equipe
- Fabio Golfetti – voz, guitarra
- Cláudio Souza – bateria
- Angelo Pastorello – baixo
- Reinaldo Barriga – produção
- Pedro Fontanari Filho, Stelio Carlini, Walter Lima, Claudio Coev – engenheiros de gravação
- Gunther J Kibelkstis - supervisão